# John Steckley
John L. Steckley és un erudit canadenc especialitzat en estudis amerindis i en llengües ameríndies.
Steckley té un doctorat en educació de la Universitat de Toronto. Ha estat professor al Humber College a Toronto (Ontario), des de 1983.
Steckley és registrat com el darrer parlant conegut de la llengua wyandot (o huron), que ha estudiat durant uns trenta anys. També està interessat com deriven els topònims de les llengües indígenes, i té com a objectiu corregir els conceptes erronis comuns sobre les seves derivacions originals.
Steckley ha esdevingut una figura respectada profundament entre els wyandot. En la seva adopció per la tribu Wyandot el 1999, va ser nomenat Tehaondechoren ("el que divideix el país en dos"). També va rebre el nom "Hechon" de descendents dels hurons a Loretteville (ciutat de Quebec), mentre els ensenyava llur pròpia llengua històrica. Aquest era un nom que anteriorment havien donat a Jean de Brébeuf (1593–1649), un dels màrtirs del Canadà, per llurs seguidors hurons i Wyandots.
El 2007 el seu Huron-English dictionary va ser el primer llibre d'aquesta mena publicat durant més de 250 anys.
En 2007 la universitat de Laval va rebre una subvenció federal d'1 milió de dòlarsper al desenvolupament dels seus materials didàctics en llengua huron en col·laboració amb Steckley.
En 2011 es va escriure l'article, Why do the Oji-cree come together here? per Sean MacNeil, graduat de Humber College i estudiant de John Steckley, citant John Steckley com a inspiració per al seu article. Més tard, un article al Humber EtCetera feia una referència que l'estudiant podria ser el proper protégé de John Steckley.